# بييت كلينه
بييت كلينه (بالهولندية: Piet Kleine)‏ (و. 1951  م) هو متزلج سريع، وراكب دراجة هوائية هولندي، شارك في الألعاب الأولمبية الشتوية 1976، وتزلج سريع في الألعاب الأولمبية الشتوية 1976 – رجال 10000 متر ‏، وتزلج سريع في الألعاب الأولمبية الشتوية 1976 – رجال 5000 متر ‏، والألعاب الأولمبية الشتوية 1980، وتزلج سريع في الألعاب الأولمبية الشتوية 1980 – رجال 10000 متر ‏.

## سباقات أو مراحل فاز بها
| التاريخ       | السباق                                                       | المركز |
| ------------- | ------------------------------------------------------------ | ------ |
| 01 يناير 1976 | تزلج سريع في الألعاب الأولمبية الشتوية 1976 – رجال 10000 متر |        |
| 01 يناير 1976 | 1976 World All-Round Speed Skating Championships for Men     |        |

## روابط خارجية
- بييت كلينه على موقع IMDb (الإنجليزية)
- بييت كلينه على موقع أرشيف الدراجات (الإنجليزية)
- بييت كلينه على موقع إحصائيات الدراجات الإحترافية (الإنجليزية)
- بييت كلينه على موقع CycleBase (الإنجليزية)
- بييت كلينه على موقع SpeedSkatingBase.eu (الإنجليزية)
- بييت كلينه على موقع SpeedSkatingNews.info (الإنجليزية)
- بييت كلينه على موقع SpeedSkatingStats.com (الإنجليزية)
- بييت كلينه على موقع اللجنة الأولمبية الدولية (الإنجليزية)
- بييت كلينه على موقع أوليمبيديا (الإنجليزية)